# نوري القاضي
نوري خضر يوسف القاضي الشقاقي هو أحد أعمدة القضاء وخبرائه في المملكة العراقية ومن المؤسسين لهُ والوزير الأسبق لوزارة المعارف في العهد الملكي.

## الولادة والنشأة
هو نوري بن خضر بن يوسف القاضي البغدادي. ولد لأسرة علمية ودينية في بغداد سنة 1311 هـ/ 1893م، فوالده هو السيد خضر القاضي أحد قضاة بغداد الذي وصل إلى مرتبة عالية في مجلس التمييز في القرن العشرين وشقيقهُ العلامة منير القاضي.

## دراسته
درس في بغداد دراسته الاولية والاعدادية، ثم تخرج من كلية الحقوق وأجرى تطبيقاته في استانبول.

## المناصب والأعمال
عين قاضياً في البصرة سنة 1914م، ثم في بغداد، عمل في دمشق ثم عاد إلى بغداد سنة 1920م وشغل مناصب قضائية عديدة ، منها: مدير الأوقاف العام في عهد الملك فيصل الأول، ورئيساً لمحكمة استئناف تسوية حقوق الأراضي، رئيس ديوان التدوين القانوني ومديراً عاماً للعدلية سنة 1936م. وفي سنة 1942 عين سكرتيراً عاماً لمجلس الوزراء.
حضر احتفالات الجلاء الفرنسي عن سوريا مع الوفد العراقي الذي كان يتألف من الوفد العراقي نجيب الراوي وزير المعارف محمد فاضل الجمالي مدير الخارجية نوري القاضي سكرتير مجلس الوزراء أحمد الراوي الوزير المفوض في سوريا ولبنان، وفي سنة 1946م عين وزيراً للمعارف في وزارة أرشد العمري، وشغل منصب عضو في لجنة وضع القانون المدني العراقي لعدة مرات في السنوات (1933، 1936، 1943، 1945)، مع عدد من القضاة والمختصين من أمثال عبد الرزاق السنهوري عميد كلية الحقوق، ومحمد علي محمود نائب رئيس مجلس النواب، وداود سمرة نائب رئيس محكمة التميز، وعبد الله السلام عضو محكمة التمييز، وبهجت زينل نقيب المحامين، وأنطوان شماس عضو محكمة التمييز، وحسن رضا عضو محكمة التمييز، والشيخ حمدي الأعظمي المدون القانوني، ومنير القاضي محرر صحيفة المجلة في كلية الحقوق وعبد الجبار التكرلي، النائب في مجلس الأمة. وكان يرأس مجلس الانضباط العام لموظفي الدولة عندما كان يشغل رئاسة التدوين القانوني.